# Setodes punctatus
Setodes punctatus – owad, chruścik z rodziny Leptoceridae. Larwy prowadzą wodny tryb życia.
Gatunek euroazjatycki, nie występuje w Skandynawii i Islandii, larwy zasiedlają potamal, limneksen.
Imagines złowione nad jeziorami na Litwie i Węgrzech.